# 米卡埃尔·屈桑斯
米卡埃尔·布吕诺·多米尼克·屈桑斯（法語：Michaël Bruno Dominique Cuisance，法語發音：[mikaɛl bʁyno dɔminik kɥizɑ̃s]，1999年8月16日—）是一位法国足球运动员，現效力於德乙球隊哈化柏林，于场上司职中场。

## 俱乐部生涯
屈桑斯出生及成长于法国东部城市斯特拉斯堡，并于2005年、6岁时开始足球生涯，加盟科尼斯霍芬（FC Koenigshoffen 06）。一年后，他又转投斯特拉斯堡ASPTT，继而在斯特拉斯堡竞赛俱乐部的青训营进修。由于无法在该俱乐部取得职业球员资格，屈桑斯于2012年9月转会至近郊俱乐部希尔蒂盖姆，并最终于2016年加盟南錫，但也仅代表该俱乐部的预备队参加过一场业余比赛。
至2017-18赛季，屈桑斯获来自德国足球甲级联赛的俱乐部门兴格拉德巴赫签入。在处子赛季中，他于2017年9月19日主场以2比0战胜斯图加特的德甲第五轮比赛时完成首秀，于第46分钟替换登场，继而在全季共参加了24场德甲比赛。
2019年8月中旬，屈桑斯转会至联赛竞争对手拜仁慕尼黑，在那里签署了一份期至2024年6月的合約。
2019/20球季，屈桑斯隨拜仁慕尼黑在歐聯賽事以全勝姿態奪冠，並且繼2013/14球季後再次享譽歐聯、德甲及德國盃三冠王。

### 馬賽
2020年10月5日，由於缺少上場時間，屈桑斯從拜仁慕尼黑租借至法甲球會马赛，直至2020–21賽季結束。
2020年10月17日，屈桑斯在马赛對上波爾多的主場比賽中首次亮相。
2021年3月10日，屈桑斯在主場1-0擊敗雷恩的比賽中踢進了自己的第一個法甲進球。

### 威尼斯
2022年1月，屈桑斯转会至意甲球隊威尼斯，在那里签署了一份期至2024/25賽季的合約。

## 国家队生涯
屈桑斯自2014年起开始获得法国各年龄组国家青年队的征召。他曾随法国U17参加2016年欧洲U-17足球锦标赛，但在分组赛阶段便垫底出局。2018年，屈桑斯又跟随法国U19参加了欧洲U-19足球锦标赛，并一路进军至半决赛才以0比2不敌意大利U19，而他本人还入选了赛事最佳阵容。在法国U20梯队，屈桑斯得以参加于波兰举行的2019年國際足協U-20世界盃，但至八分之一决赛中以2比3不敌美国U20而遭淘汰。

## 榮譽

### 球會
拜仁慕尼黑
- 德甲冠軍：2019－2020賽季
- 德国足协杯冠軍：2019－20賽季
- 歐洲冠軍聯賽冠軍：2019－2020賽季
- 歐洲超級盃冠軍：2020年
- 德國超級盃冠軍：2020年

### 個人
- 歐洲U-19足球錦標賽最佳阵容：2018年[12]